# Schortenkopf
Der Schortenkopf ist ein 1322 m ü. NHN hoher Gipfel im Mangfallgebirge südlich des Sudelfeldes.

## Topographie
Das Arzmoos trennt das Wendelsteinmassiv im Westen von einem Gebiet mit vielen Erhebungen mittlerer Höhe im Osten. Dort liegt der Schortenkopf auf einer Linie in Nordsüdrichtung mit weiteren Bergen vom Großen Mühlberg bis zum Sulzberg. Die Nordseite des Schreckenkopfes fällt steil und schrofig zu einem ansonsten namenlosen Vorgipfel (1245 m ü. NHN) ab, während die Südseite über einen flacheren Rücken zum Mutterberg führt. Auf den Schortenkopf führen keine ausgezeichneten Wege.

## Galerie

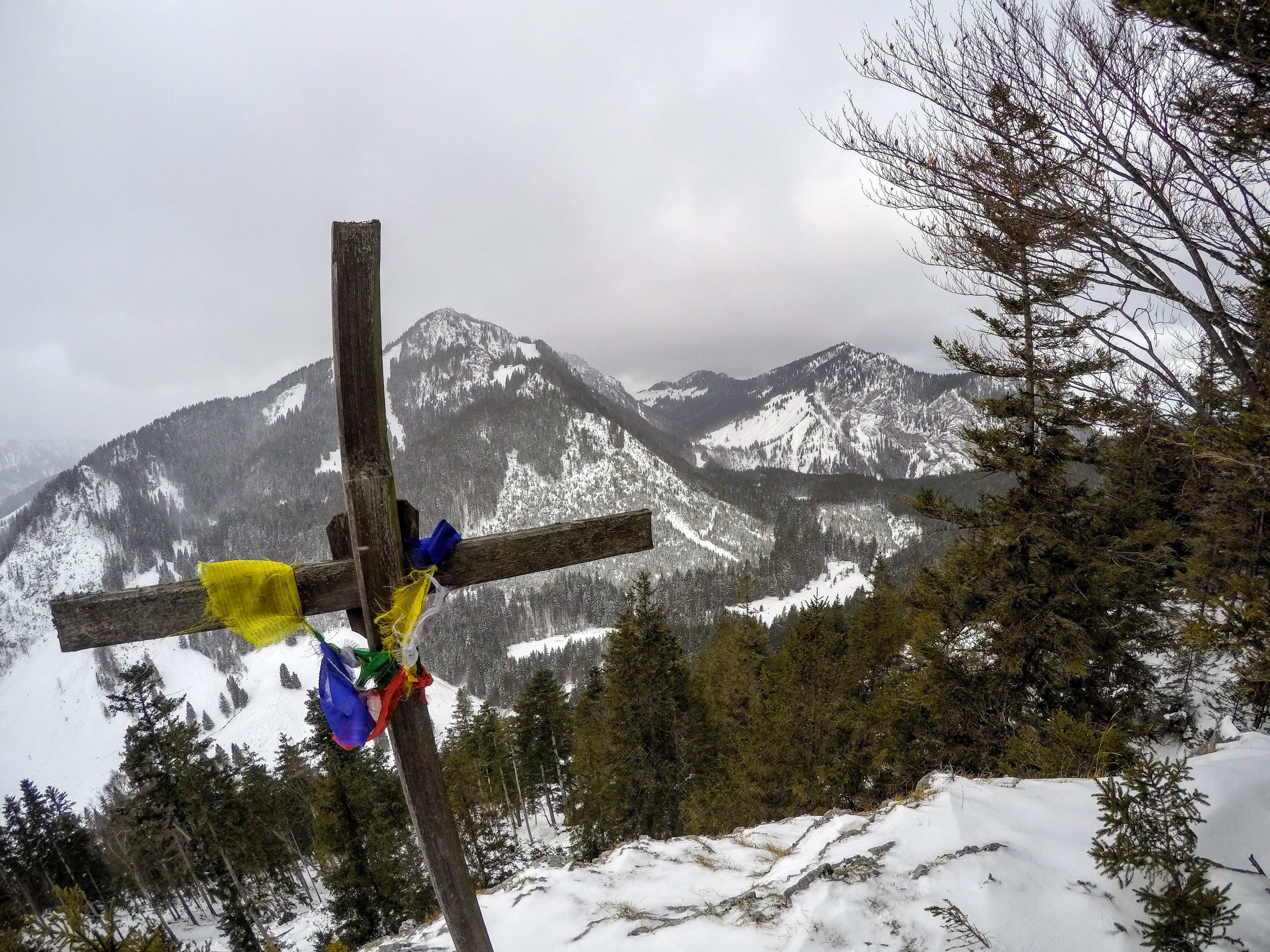
Schortenkopf Gipfelkreuz mit Blick in Richtung Wildalpjoch und Hochsalwand